# Matilla de los Caños
Matilla de los Caños é um município da Espanha na província de Valladolid, comunidade autónoma de Castela e Leão, de área 12,28 km² com população de 105 habitantes (2007) e densidade populacional de 9,04 hab/km².

## Demografia
| Variação demográfica do município entre 1991 e 2004 | Variação demográfica do município entre 1991 e 2004 | Variação demográfica do município entre 1991 e 2004 | Variação demográfica do município entre 1991 e 2004 |
| --------------------------------------------------- | --------------------------------------------------- | --------------------------------------------------- | --------------------------------------------------- |
| 1991                                                | 1996                                                | 2001                                                | 2004                                                |
| 91                                                  | 98                                                  | 110                                                 | 111                                                 |